# Anke Feller

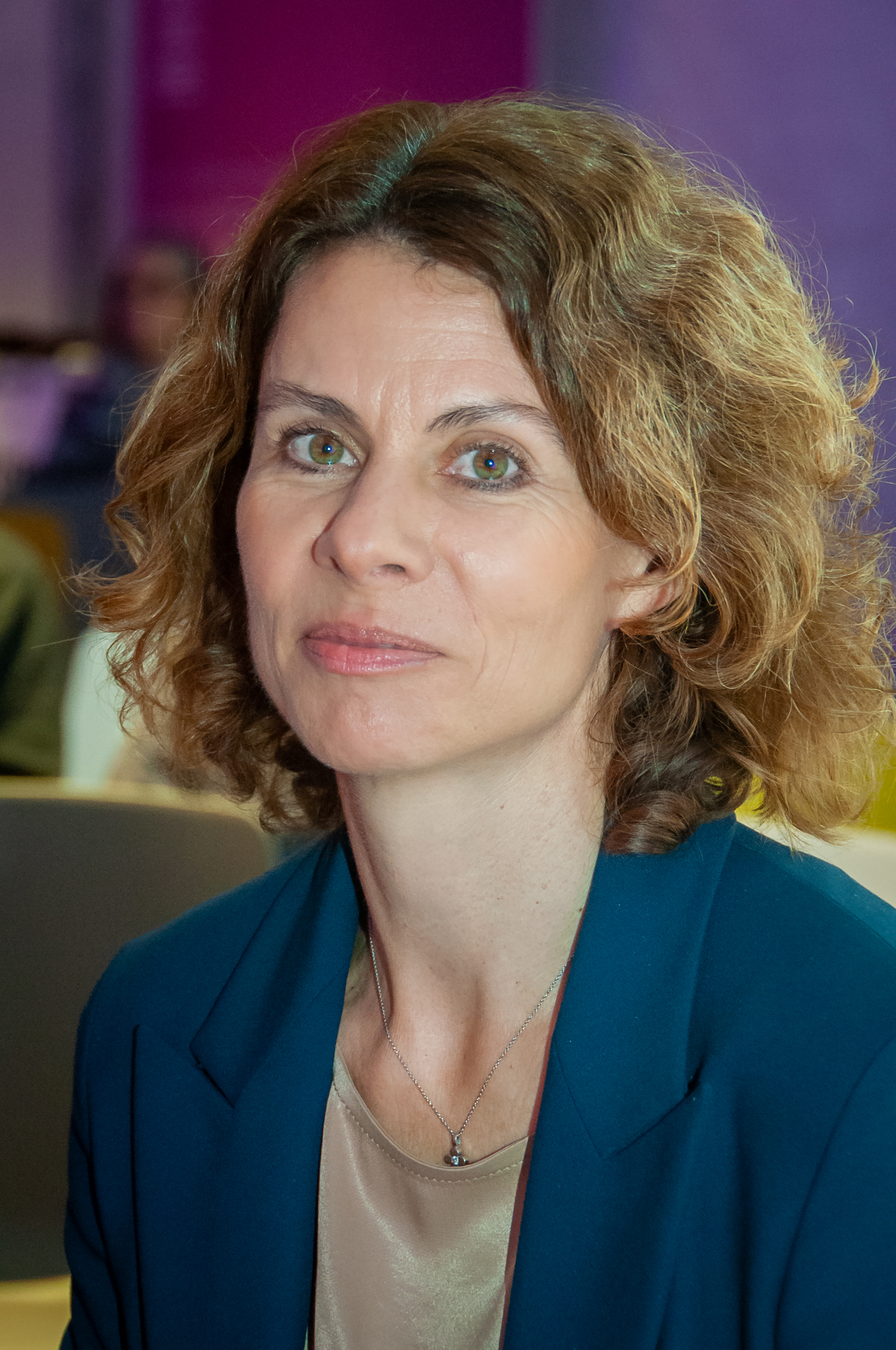
Anke Feller beim 25. Geburtstag des Deutschen Sport- und Olympiamuseums in Köln (2024)

Anke Feller (* 26. September 1971 in Göttingen, Niedersachsen) ist eine ehemalige deutsche Leichtathletin, die in den 1990er Jahren zur Weltspitze im 400-Meter-Lauf gehörte. Sie war mehrere Jahre mit der deutschen 4-mal-400-Meter-Staffel bei internationalen Höhepunkten am Start. Ihr größter Erfolg ist der Sieg bei den Weltmeisterschaften 1997. Nach ihrer Sportlaufbahn startete sie eine Karriere als Hörfunk- und Fernsehmoderatorin.

## Sportliche Laufbahn
- 1997: Weltmeisterschaften: Platz 1 mit der 4-mal-400-Meter-Staffel (3:20,92 min, zusammen mit Uta Rohländer, Anja Rücker und Grit Breuer – Anke Feller als Startläuferin)
- 1998: Europameisterschaften: Platz 1 (3:23,03 min, zusammen mit Uta Rohländer, Silvia Rieger und Grit Breuer – Anke Feller als Startläuferin)
- 1999: Weltmeisterschaften: Platz 3 (3:22,43 min, zusammen mit Uta Rohländer, Anja Rücker und Grit Breuer, – Anke Feller als Startläuferin)

Anke Feller begann ihre Läuferkarriere bei der Aachener TG und startete später für den TSV Bayer 04 Leverkusen und trainierte bei Gerd Osenberg. Sie hatte bei einer Größe von 1,80 m ein Wettkampfgewicht von 63 kg. Feller beendete nach der Saison 2004 ihre Sportlerkarriere.

## Beruf und Privates
Anke Feller wuchs in Aachen auf. Nach dem Abitur 1991 am Anne-Frank-Gymnasium nahm sie ein Studium an der Sporthochschule Köln auf und wurde nach dem Abschluss ihres Sportstudiums (Diplomarbeit: Körperwahrnehmung und Ernährung bei Leistungssportlern)  Journalistin. Sie arbeitete u. a. als Moderatorin bei Radio Leverkusen und in der Fußballberichterstattung für einen Verlag. Seit April 2009 moderiert sie im SWR-Fernsehen Rheinland-Pfalz Sport am Montag und die Sportsendung Flutlicht. Im April 2011 wurde sie zur Vorstandsvorsitzenden der Sportstiftung NRW gewählt. Seit Ende 2011 moderiert sie auf WDR2 im Wechsel mit Sven Pistor die Sportsendungen Liga Live und Sportzeit.
Die Zeitschrift Playboy veröffentlichte in ihrer Ausgabe vom August 1998 erotische Fotos von Anke Feller.
2002 heiratete sie den früheren Basketballspieler Helge Kuprella, mit dem sie einen Sohn (* 2007) hat.